# Stoomtijdperk

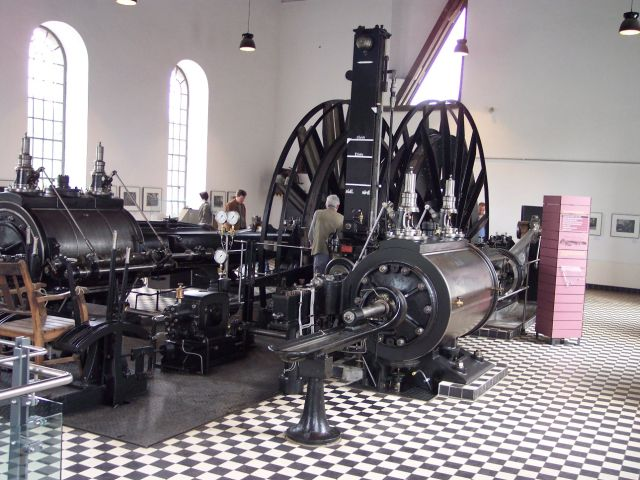
Stoommachine (1887)

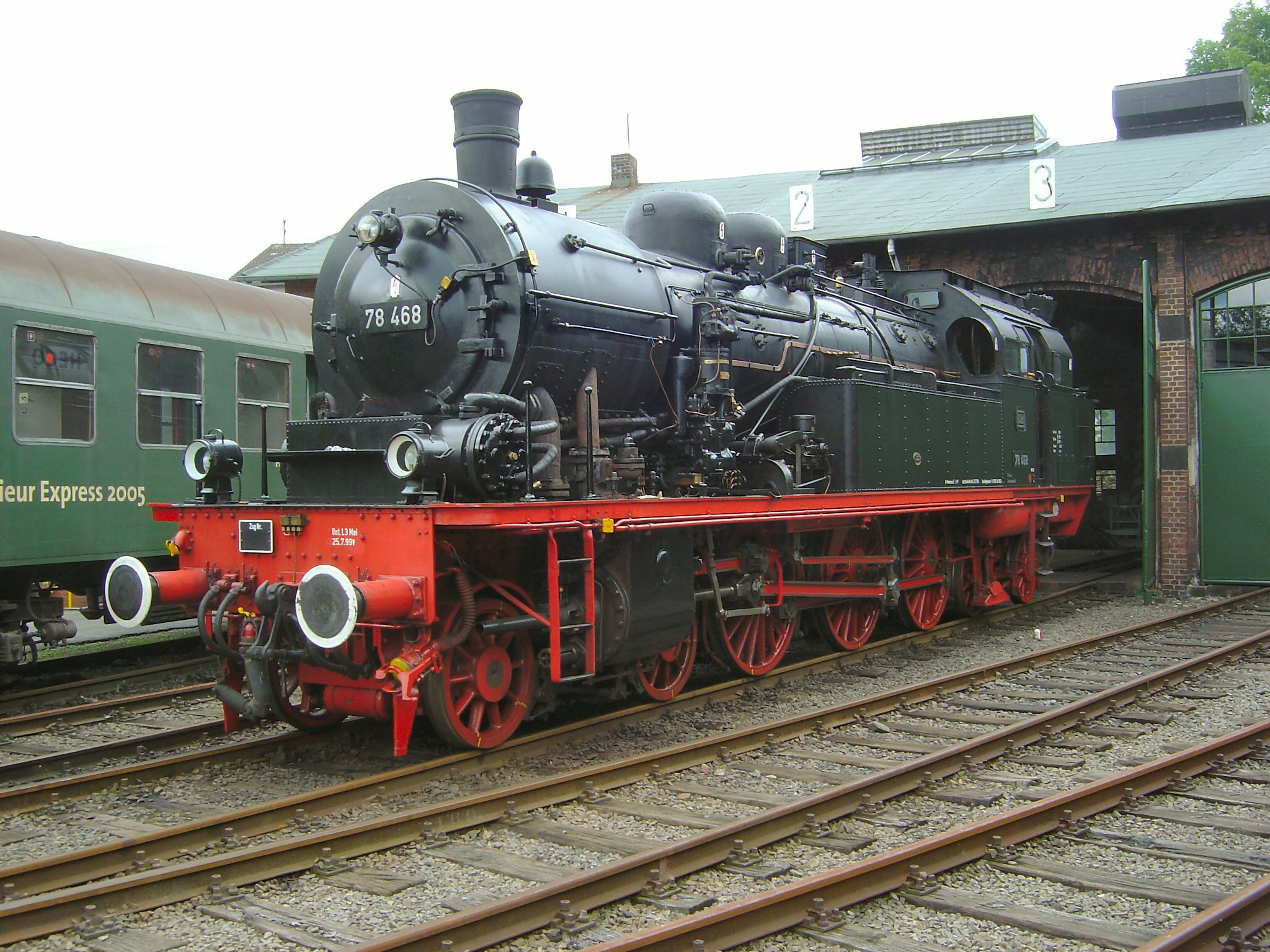
Stoomlocomotief

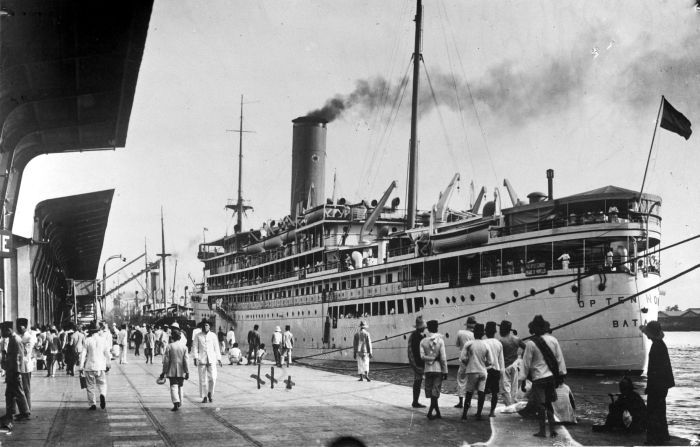
Stoomschip

Onder het stoomtijdperk verstaan we de tijd dat de stoommachine de belangrijkste krachtbron was, zowel in de industrie, in de scheepvaart als in het railvervoer. Voordien was men aangewezen op water- en windkracht, en op menselijke en dierlijke spierkracht.

## Begripsomschrijving
Hoewel in tijd niet nauwgezet omschreven, kan men het begin van het stoomtijdperk omstreeks het einde van de 18e eeuw plaatsen, toen de verbeterde stoommachine van James Watt ruim ingang begon te vinden.
Het einde van het stoomtijdperk werd einde 19e eeuw ingeluid door de uitvinding van en verbeteringen aan de verbrandingsmotor, met name Ottomotor en later de Dieselmotor. Allereerst in het wegtransport vonden deze vindingen ingang, de stoomauto was nimmer een succes.
Omstreeks 1910 werden de eerste motorschepen gebouwd, en begon ook de elektrificatie grotere ingang te vinden. Hoewel de stoommachine toen nog lang niet was uitgespeeld, werd deze meer en meer verdrongen door efficiëntere en lichtere verbrandings- en elektromotoren.
Het stoomtijdperk valt niet geheel samen met de industriële revolutie, maar begon enkele decennia later, daar de industriële revolutie aanving met verbeterde textielmachines, zoals de spinning Jenny, en de vervanging van houtskool door steenkoolcokes in het hoogovenproces.

## Spoorwegen
Treinliefhebbers spreken over het stoomtijdperk in verband met het gebruik van stoomlocomotieven. De eerste elektrische treinen kwamen begin 20e eeuw in gebruik, maar stoomlocomotieven raakten pas in de 2e helft van de 20e eeuw in onbruik, afgezien van enkele museumlijntjes.

## Gebruik van stoom
Feitelijk wordt er tegenwoordig veel meer van stoom als krachtbron gebruikgemaakt dan tijdens het stoomtijdperk. Het betreft namelijk het gebruik van stoom in elektriciteitscentrales, zie ook: Rankine-proces. De mechanische energie wordt daarbij opgewekt in een stoomturbine.